# Isak Bjerkebo
Kenneth Viktor Isak Bjerkebo (19 januari 2003) is een Zweeds voetballer. De aanvaller speelt voor Varbergs BoIS.

## Carrière
Isak Bjerkebo groeide op in Stoby, een dorp vlakbij Hässleholm. Hij begon met voetballen bij Hässleholms IF. Hier werd hij op 13-jarige leeftijd ontdekt door Malmö FF.
In Malmö ontpopte Bjerkebo zich op jonge leeftijd als een ware doelpuntenmaker. Hij was onder meer verantwoordelijk voor vier doelpunten in de UEFA Youth League. Op 16-jarige leeftijd liep hij stage bij het Italiaanse Parma. In hetzelfde jaar had hij een grote rol in het kampioenschap van de Onder 16 van Malmö FF. Als speler van Malmö onder 19 werd Bjerkebo uitgeroepen tot spits van het jaar.

### Kalmar FF
Desondanks bleef een doorbraak uit. In de zomer van 2022 verliet Bjerkebo Malmö FF daarom voor Kalmar FF. Twee dagen na het tekenen van zijn contract maakte de aanvaller zijn debuut voor de club. In het Allsvenskan-duel tegen AIK (0-1) kwam Bjerkebo als invaller binnen de lijnen. Iets minder dan een maand later maakte hij zijn eerste doelpunt voor Kalmar FF.
Ook in Kalmar bleef een definitieve doorbraak uit. Bjerkebo werd in 2023 verhuurd aan Skövde AIK, waarna hij begin 2024 de definitieve overstap maakte naar Varbergs BoIS.